# Notturno cileno
Notturno cileno è un romanzo dello scrittore cileno Roberto Bolaño.

## Trama
Il racconto ha la forma di un monologo eseguito di notte, da Sebastián Urrutia Lacroix, autorevole critico letterario e prete cattolico dell'Opus Dei, nel corso del quale ripercorre, in modo spesso allucinato e delirante, episodi della propria vita: la visita alla tenuta "Là Bas" di Farewell, eminente critico letterario gli anni '50; il suo viaggio in Europa per studiare le tecniche di conservazione delle chiese negli anni '60, la maggior parte basate sull'addomesticamento dei falchi per cacciare i piccioni; le lezioni sull'ideologia marxista che tenne ad Augusto Pinochet e ai suoi collaboratori della giunta militare del Cile negli anni '70; e i ritrovi letterari a cui partecipava nella casa della scrittrice María Canales, luogo dove venivano torturati anche gli oppositori della dittatura militare. L'intera narrazione si svolge con Urrutia malato e costretto a letto, mentre è spesso interrotto da un "giovane invecchiato", che funge da fantasma o riflesso della sua coscienza.

## Personaggi
Nel romanzo compaiono alcuni personaggi reali che vengono nominati esplicitamente, come Augusto Pinochet, Pablo Neruda o Ernst Jünger ma compaiono anche altri basati su eventi reali.
Lo stesso protagonista sembra essere ispirato al critico letterario Ignacio Valente, pseudonimo di José Miguel Ibáñez Langlois, sacerdote dell'Opus Dei che esercitò quasi esclusivamente la critica letteraria per tutto il periodo la dittatura militare, attraverso il giornale El Mercurio.
La storia di María Canales invece è basata su quella dell'agente della DINA Michael Townley e di sua moglie Mariana Callejas, che vivevano in una casa nel quartiere Lo Curro del comune santiaguino di Vitacura, dove teneva serate letterarie mentre Townley, l'autore materiale dell'omicidio di Orlando Letelier, Ronni Moffitt e Carlos Prats — e altri agenti lo usavano come luogo di detenzione e tortura.

## Edizioni
- Roberto Bolaño, Nocturno de Chile, collana Narrativas hispánicas n. 293, Anagrama, Barcellona, 2000,  p. 152, ISBN 978-84-339-2464-3.
- Roberto Bolaño, Notturno cileno, traduzione di Angelo Morino, collana La Memoria n. 574, Sellerio editore Palermo, 2003,  p. 184, ISBN 978-88-389-1863-6.
- Roberto Bolaño, Notturno cileno, traduzione di Ilide Carmignani, collana Fabula n. 298, Adelphi, 2016,  p. 123, ISBN 978-88-459-3056-0.
- Roberto Bolaño, Notturno cileno, traduzione di Ilide Carmignani, collana gli Adelphi n.654, Adelphi, 2022,  p. 123, ISBN 978-88-459-3056-0.